# Битва в местности Былкылдама
Битва в местности Былкылдама — сражение произошедшее в 1852 году между кокандскими сарбазами, возглавляемыми Худояр-ханом, кушбегом Ташкента Нармамбетом (Нармухаммад-кушбеги) с одной стороны и кыпчакским войском Мусульманкула с другой стороны. Битва окончилась победой кокандских сарбазов, истреблением кыпчаков по всей Ферганской долине и казнью регента Худояр-хана Мусулманкула.

## Название и место
Согласно X. Н. Бабабекову, само сражение произошло в междуречье рек Нарын и Кара-Дарьи (Ике-су-арасы, узб. Икки-су арасы, кирг. Эки-Суу Арасы, в средневековье известном как Миян-Рудан), месте традиционного кочевья кипчаков, а на песчаной стрелке Былкил-лама был схвачен Мусульманкул. Место сражения локализуют недалеко от селения Балыкчи, что дало ещё одно название сражению.
Другие источники по разному именуют местность, в которой произошло сражение. Наиболее употребительным является киргизский вариант «Былкылдама». Мулла Нияз-Мухмаммад Хоканди, автор «Та’рих-и Шахрухийа», называет слово «Билкылама», вслед за ним поле битвы так именует и В. В. Бартольд. Е. Л. Марков с своих путевых очерках указывает название места как «Балыклама». Доктор исторических наук профессор А. А. Михайлов в своей книге «Первый бросок на юг», описывая сложную внутреполитическую ситуацию в Кокандском ханстве, упоминает сражение между сартами и кипчаками в «урочище Былкыллам».

## Предыстория
Среди земледельческой и городской знати ханства постепенно формировалась сила, крайне недовольная властью кипчакской верхушки, опираясь на которую Худаяр выступил как глава государства. Этому во многом способствовало и серьёзное поражение группы Мусульманкула в Ташкенте, где местной феодальной знати не был нанесен такой тяжелый удар кипчаками, как в Коканде.
После убийства Шералы хана кыргызские предводители Алая посадили Шах-Мурада[уточнить] на ханский трон в Коканде, воспользовавшись тем, что Мусулманкул отправился на подавление антикокандского восстания в Оше, но Мусулманкул немедленно казнил Мурада и провозгласил правителем Коканда молодого сына Шералы-хана Худояр-хана. Чтобы держать его под своим влиянием, Мусулманкул женил его на своей дочери.
Матерью Худояр-хана была Джаркын-айым, которая происходила из таласских кыргызов и не прерывала связей с кыргызскими феодалами. Жена самого Мусулманкула была дочерью крупного кыргызского манапа из Кетмень-Тюбе. Тем временем недовольство молодого хана жёстким аталыком (регентом), не допускавшим его к власти, усиливалось. В 1850 году Худояр обратился к кушбегу Ташкента Нармамбету помочь ему забрать власть у тестя. Тот немедленно выслал в Коканд войско, но армия Мусулманкула разгромила ташкентцев и взяла в плен Худояра, но затем он был прощён.

## Сражение
В 1852 году Худояр-хан вновь выступил против Мусулманкула. Согласно «Мактубча-и хон», Мусулманкул бежал в Икки-су арасы. 8 октября в местности Былкылдама кокандские сарбазы сошлись с войском кыпчаков и выиграли сражение. Сражение началось с восходом солнца. Хан лично руководил сражением. Вперёд была пущена артиллерия, и приказано было открыть огонь из пушек и ружей по наступающим с трёх сторон кипчакам. Затем была задействована конница. От поднявшейся пыли вокруг было ничего не видно, было трудно различить, где свои, а где чужие. Сражение длилось 26 часов. Победа оказалась на стороне хана, который остался с немногочисленным отрядом войск. С кипчакской же стороны в живых не осталось никого.
Затем сарбазы прошли по кыпчакским селениям, сея насилие и смерть: Худояр-хан приказал истребить старшин племени.

## Значение
В результате победы ханских войск над кыпчаками их влияние в ханстве ослабло. С этого периода началось самостоятельное правление кокандского хана Худояр-хана (1853-1858).